# Yannick Lintz
Pour les articles homonymes, voir Linz (homonymie).
Yannick Lintz, née en 1964 à Haguenau, est une conservatrice générale du patrimoine française, spécialiste d’art islamique et d’art asiatique.

## Biographie
Née dans un milieu modeste éloigné du monde culturel, sa mère est illettrée, c'est par l'école et ses professeurs qu'elle découvre l'art et la littérature.
Elle a commencé sa carrière comme enseignante de lettres classiques avant d’entamer sa carrière de conservateur du patrimoine. 

### Parcours
Après une thèse en histoire, Yannick Lintz se consacre à la conservation patrimoniale, dans un premier temps à Genève, puis à Agen, au musée des Beaux-Arts.
Elle travaille au musée du Louvre à partir de 2004 ; elle devient directrice du département des arts de l'Islam du musée du Louvre en 2013 à la suite de Sophie Makariou,.
En 2021-2022, elle est la commissaire de l'exposition multi-sites « Arts de l'Islam »,.
En 2022, elle est nommée présidente du musée Guimet, succédant à Sophie Makariou.

### Décorations
- Chevalier de la Légion d'honneur (2022)[9]
- Commandeur de l'ordre des Arts et des Lettres (2025)[10]
- Chevalier de l'ordre du Ouissam alaouite (Maroc, 2014)